# Daniel Burnham
Daniel Hudson Burnham (Henderson, 4 settembre 1846 – Heidelberg, 1º giugno 1912) è stato un architetto statunitense.
Istruito al mestiere di architetto da William Le Baron Jenney, ben presto riesce ad accedere ad importanti incarichi. Pratico ed eccellente amministratore, trova nella figura poetica e versatile di John Wellborn "Root", il suo socio ideale. Insieme svolgono un ruolo importante nell'evoluzione della cosiddetta "Scuola di Chicago", realizzando alcune opere rilevanti per la sperimentazione delle nuove tecniche costruttive, anche in seguito al gravissimo incendio che nel 1871 aveva devastato Chicago. 
Fra le prime strutture in acciaio e vetro realizzate va ricordato il celeberrimo Flat Iron Building di New York del 1902. Questo grattacielo all'epoca risultava essere uno fra i più alti del mondo ed era molto caratteristico nella forma triangolare, che si adattava al lotto, conferendogli la tipica volumetria di un "flat-iron", un ferro da stiro per l'appunto. 
Altre realizzazioni molto importanti sono il Reliance Building ed il Monadnock Building (sempre a Chicago). Il Monadnock Building (1889-1891) risulta essere una curiosa inversione di tendenza in quanto è un edificio non più costruito con una gabbia metallica ma con una struttura portante in muratura, cosa che portò il piano terreno ad avere dei setti dello spessore di ben 2,40 metri).
Dopo la morte di Root, avvenuta nel 1891, Burnham si dedica all'urbanistica aderendo allo stile neoclassicista europeo dell'École des Beaux-Arts divenendo uno dei principali esponenti del movimento americano City Beautiful. Nel 1909 elaborò così un piano urbanistico per Chicago.
Nel 1893 organizzò i padiglioni americani alla Columbian World Exposition di Chicago con uno stile che fu aspramente criticato da molti, dal momento che furono presentate architetture lignee in stile neoclassico lavorate con stucco bianco, in assoluta controtendenza con quanto si faceva a Chicago in quel momento e soprattutto in antitesi a tutto quello che aveva prodotto lui stesso sino a quel momento. In questo stesso stile, Burnahm realizzò il progetto della Union Station di Washington, inaugurata nel 1908. A lui si deve anche la National Louis University, la nuova sede dell'università che ospitava docenti e uffici amministrativi, una biblioteca, aule e laboratori informatici.